# Lucius Ampelius
Lucius Ampelius was een schoolauteur uit de late Romeinse keizertijd en auteur van een leerboek over de antieke mythologie, geografie en geschiedenis: Liber memorialis.

Ampelius is slechts als auteur van dit handboek bekend. Wanneer hij leefde, is onzeker. De meeste schattingen dateren hem tussen de regering van Trajanus en de tijd van Constantijn de Grote. Zijn handboek bevat in 50 hoofdstukken een uit goede bronnen samengesteld kort overzicht van het schoolwezen van zijn tijd tot aan de regeringsperiode van Trajanus. Het enige bewaarde handschrift (Codex Divionensis) is zoek. De nog bewaarde tekst gaat daarom op een afschrift van de Franse humanist Salmasius terug. Eduard Wölfflin schreef in 1854 zijn doctoraat over de liber memorialis en gaf in 1873 ook de eerste kritische tekstuitgave uit.

## Tekstuitgaves
- E. Wölfflin (ed.), Liber Memorialis, 1873.
- E. Assmann (ed.), Liber memoralis, Leipzig, 1935.
- M.-P. Arnaud-Lidet (ed. trad.), L. Ampelius, Aide-mémoire (Liber memorialis), 2010. (met Franse vertaling)
- I. König (ed.), Lucius Ampelius: Liber memorialis - Was ein junger Römer wissen soll (= Texte zur Forschung 94), Darmstadt, 2011². ISBN 9783534245949 (met Duitse vertaling)